# Truth (journal de Sydney)
Truth est un journal papier publié à Sydney, en Australie. Il a été fondé en août 1890 par William Nicholas Willis et son premier éditeur fut Adolphus Taylor. Il a été remplacé par le Sunday Mirror en 1958.